# Friedrich Wilhelm Ruppert

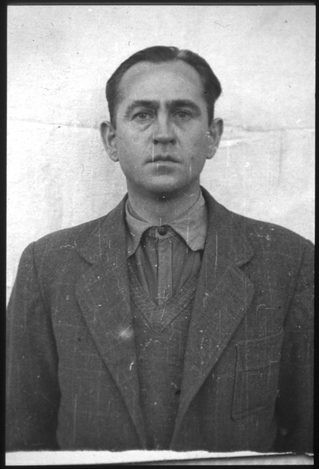
Friedrich Wilhelm Ruppert in amerikanischer Internierung. Aufnahme von 1945.

Friedrich Wilhelm Ruppert (* 2. Februar 1905 in Frankenthal (Pfalz); † 28. Mai 1946 in Landsberg am Lech) war ein deutscher SS-Obersturmbannführer (1943) und im KZ Majdanek eingesetzt sowie Erster Schutzhaftlagerführer im KZ Dachau, wo er zusammen mit anderen auch verantwortlich für die Hinrichtungen der britischen SOE Agenten Noor Inayat Khan, Madeleine Damerment, Eliane Plewman and Yolande Beekman war.

## Tätigkeit in Konzentrationslagern
Zum 1. Januar 1931 trat er der NSDAP bei (Mitgliedsnummer 414.280) und schloss sich auch der SS an (SS-Nummer 7.282). Ab dem 11. April 1933 gehörte Ruppert, verheiratet und Vater eines Kindes, im KZ Dachau der Wachmannschaft an und war als  Lagerelektriker tätig. Am 18. September 1942 wurde er in das KZ Majdanek bei Lublin versetzt. Dort war Ruppert technischer Leiter der Lagerverwaltung. In Majdanek war Ruppert nach eigenen Angaben Zeuge bei der sogenannten Aktion Erntefest im November 1943, einem Massenmord an 43.000 Juden.
Ab Mai 1944 war Ruppert als Lagerleiter im KZ Warschau bis zu dessen Evakuierung eingesetzt. Ruppert kehrte in das KZ Dachau zurück. Ab 6. August 1944 übte er unter dem Lagerkommandanten Eduard Weiter die Funktion des Ersten Schutzhaftlagerführers aus. In dieser Funktion war Ruppert für den „Betrieb“ des Lagers, seine innere Ordnung und den Tagesablauf mit den Appellen und damit für die Haftbedingungen zuständig. Am 23. April 1945 wurde er durch Max Schobert ersetzt und kurzzeitig als Dritter Schutzhaftlagerführer eingesetzt.
Ruppert war dem Räumungsmarsch der Häftlinge aus dem KZ im April 1945 zugeteilt. Der Todesmarsch ging über Pasing, Wolfratshausen, Bad Tölz zum Tegernsee und endete am 30. April. Kurz darauf wurde Ruppert durch die Amerikaner verhaftet.

## Prozess und Verurteilung

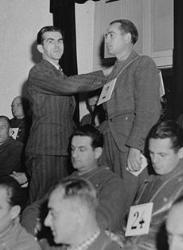
Ruppert (rechts) wird während des Dachau-Hauptprozesses am 24. November 1945 vom ehemaligen Häftling Michael Pellis identifiziert

Am 5. November 1945 fand der Dachau-Hauptprozess gegen Ruppert und 39 weitere Angeklagte aus dem KZ Dachau als Teil der Dachauer Prozesse vor einem US-Militärgericht in Dachau statt. Aufgrund seiner Eigenschaft als Erster Schutzhaftlagerführer 1944 und 1945 wurde er belastet, für die Durchführung von Strafmaßnahmen und Exekutionen innerhalb des Lagers verantwortlich gewesen zu sein. Eine besondere Rolle spielte dabei die Exekution von etwa neunzig russischen Gefangenen (beschuldigt als „Saboteure“ und „Partisanen“) im September 1944 im Dachauer Krematorium, die er beaufsichtigt haben soll. Das Gericht hielt außerdem individuelle Exzess-Taten für erwiesen: Ruppert trat Häftlinge und schlug sie mit einer Peitsche.
In seiner Verteidigung verwahrte sich Ruppert gegen derartige Anschuldigungen; in seiner Funktion habe er nicht den erforderlichen Einfluss besessen. Am 13. Dezember 1945 befand das Militärgericht sämtliche 40 Angeklagte für schuldig und verurteilte 36 – darunter Ruppert – zum Tode durch den Strang. Am 28. Mai 1946 wurde Ruppert im Kriegsverbrechergefängnis Landsberg hingerichtet.